# Mozolowo-1
Mozolowo-1 (ros. Мозолёво-1) – wieś (dieriewnia) w Rosji, w obwodzie leningradzkim, w rejonie boksytogorskim. W 2021 liczyła 431 mieszkańców.